# Agave peacockii
Agave peacockii là một loài thực vật có hoa trong họ Măng tây. Loài này được Croucher mô tả khoa học đầu tiên năm 1873.